# Snow Doesn't Melt Forever
Snow Doesn't Melt Forever è un film del 2009 diretto da Victoria Markina.

## Trama
Una donna che cerca di finire di scrivere un libro, si rinchiude in un sotterraneo, ma una volta finito il suo lavoro, scopre che questo libro è già stato scritto da uno scrittore mitologico giapponese.